# روبرت هودسون (محامي)
روبرت هودسون هو قاضي ومحامي كندي، ولد في 13 سبتمبر 1798 في تشارلوت تاون في كندا، وتوفي بنفس المكان في 15 سبتمبر 1880.